# Boursin
Boursin település Franciaországban, Pas-de-Calais megyében. Lakosainak száma 242 fő (2022. január 1.). Boursin Alembon, Belle-et-Houllefort, Colembert, Hardinghen és Rety községekkel határos.

## Népesség
A település népességének változása:
| Lakosok száma | 272  | 269  | 266  | 255  | 255  | 253  | 254  | 248  | 242  |
|               | 2013 | 2015 | 2016 | 2017 | 2018 | 2019 | 2020 | 2021 | 2022 |